# Juegos dóricos
Se llaman juegos dóricos a los juegos que se celebraba en la Antigua Grecia en honor de Apolo, Neptuno y las Ninfas. 
Los juegos tenían lugar en el Triopium al Suroeste de la Doride, entre los golfos cerámico y dórico. A estos juegos solemnes concurría tan solo la pentápolis dórica es decir, las cinco siguientes ciudades: Ialisos, Cámiros, Lindos en la isla de Rodas, Cos en la de su nombre y Cnido en el continente. 
Los vencedores de los juegos recibían como premio un trípode.